# جيريمياه مورو
جيريمياه مورو (بالإنجليزية: Jeremiah Morrow)‏ هو سياسي أمريكي، ولد في 6 أكتوبر 1771 في جيتيسبيرغ في الولايات المتحدة، وتوفي في 22 مارس 1852 في لبنان في الولايات المتحدة. نشط حزبياً في الحزب الجمهوري الديمقراطي وحزب اليمين.

## مناصب
- انتخب عضو مجلس ولاية أوهايو.
- انتخب حاكم ولاية أوهايو  [لغات أخرى]‏ (28 ديسمبر 1822 – 19 ديسمبر 1826).
- انتخب عضو مجلس نواب أوهايو.
- انتخب عضو مجلس النواب الأمريكي عن دائرة Ohio's at-large congressional district [الإنجليزية]‏ (17 أكتوبر 1803 – 3 مارس 1813).
- انتخب عضو مجلس الشيوخ الأمريكي (4 مارس 1813 – 4 مارس 1819).